# Bloodborne
Bloodborne (ブラッドボーン, Buraddobōn) est un jeu vidéo de type action-RPG avec pour thème la dark fantasy développé par From Software en collaboration avec Japan Studio et édité par Sony Computer Entertainment. Il est commercialisé exclusivement sur PlayStation 4 en mars 2015.
Les principales sources d'inspiration pour le jeu furent les récits fantastiques de Howard Phillips Lovecraft. Le jeu s'inspire, au niveau architectural, de lieux réels comme la Roumanie, la République tchèque et surtout de l'Époque victorienne.
À sa sortie le jeu reçoit un accueil très positif de la part de la presse spécialisée.

## Synopsis
Le jeu se déroule dans la ville gothique en ruine de Yharnam, qui selon la rumeur, abrite un puissant remède médical. Au fil des années, de nombreux voyageurs se rendent en pèlerinage dans la ville à la recherche du remède pour guérir leurs maux ; le joueur prend le rôle de l'un de ces voyageurs. En arrivant dans la ville, il s'avère que celle-ci est en proie à une maladie endémique qui a transformé la plupart de ses citoyens en créatures bestiales. Le joueur doit naviguer dans les rues de Yharnam tout en surmontant ses habitants violemment dérangés et ses effroyables monstres pour survivre.

### Scénario
Les premiers instants du jeu se font à la première personne, au travers des yeux d'un chasseur ; celui-ci voit qu'il est opéré par un vieil homme. Ce dernier explique qu'il lui transfuse du sang. Il avertit le chasseur qu'il commence un étrange voyage en quête du sang pâle qui semblera être un mauvais rêve. Une fois que le joueur a créé son chasseur, celui-ci se réveille sur une table d'opération dans une petite pièce. Le chasseur s'évanouit à nouveau après avoir vu plusieurs créatures s'approcher de lui, un loup-garou et de pâles humanoïdes. Le chasseur quitte alors la pièce, découvre qu'il est à Yharnam, plus précisément à la clinique de Iosefka. Il constate que le monde est rempli de dangereux monstres et mystères, et commence son long voyage.
Peu après son arrivée à Yharnam, le joueur est projeté dans une dimension spectrale nommée le Rêve du chasseur, qui sert aussi bien de refuge que d'atelier. Il y rencontre deux entités : Gehrman, un vieil homme en fauteuil roulant qui lui donne des conseils, et la Poupée, une poupée de taille humaine qui lui permet d'utiliser les échos du sang, récoltés sur les monstres abattus, pour préparer son corps aux combats. Gehrman informe le joueur que pour obtenir le sang convoité, il doit chasser les différents monstres infestant Yharnam et stopper la source de la contamination. Alors que le chasseur s'enfonce de plus en plus dans la ville, il commence à découvrir ses noirs secrets ainsi que l'origine de la contamination qui la détruit. Il y a fort longtemps, les habitants de Yharnam commencèrent à vénérer les Grands Anciens, des êtres cosmiques étranges habitant les labyrinthes sous la ville. Ils pourvoyaient le sang guérisseur pour lequel Yharnam était connu, et qui est aussi la source de la contamination. Ils propagent le fléau dans Yharnam afin d'encourager la croissance d'un nourrisson de Grand Ancien.
En traversant le centre de Yharnam, la deuxième zone, un PNJ dit au chasseur de se rendre au Faubourg de la cathédrale. Il doit chercher l'Église du remède, siège du culte autour du sang car elle est chargée du traitement du sang et elle pourrait aider le chasseur à trouver le sang pâle. Le chasseur arrive au Faubourg après avoir traversé la ville et ses bas-fonds, où il pourra envoyer les habitants se réfugier dans une église proche.
En progressant, le chasseur va découvrir au sein de l'Eglise du remède, protégée par la vicaire Amelia, un crâne lui montrant une vision qui le mène vers l'Université de Byrgenwerth. Le chasseur y trouve Rom, l’Araignée stupide, une créature cosmique vouée à devenir un Grand Ancien. En la tuant, le chasseur acquiert une nouvelle forme de lucidité et voit la reine Yharnam et l'arrivée de la lune sanglante. Il est alors envoyé dans la ville invisible de Yahar'Gul, où les étudiants de Mensis ont cherché à faire venir les Grands Anciens. En tuant une créature créée par les étudiants de Mensis pour devenir un Grand Ancien, le chasseur finit par arriver dans une autre dimension spectrale, le cauchemar de Mensis, dans lequel il rencontre Mergo, un nourrisson de Grand Ancien qui est la source du cauchemar, et sa nourrice. Ce n'est qu'après avoir tué la nourrice et laissé mourir Mergo par extension, que la phase finale du jeu est initiée. Quand le chasseur retourne dans le Rêve du chasseur, Gehrman lui offre de le libérer du cauchemar et de retourner dans le monde éveillé. À cet instant, trois fins différentes sont possibles en fonction des actions du joueur.
Choisir d'accepter l'offre de Gehrman débloque la fin "Aube de Yharnam". Gehrman utilise sa faux pour décapiter le joueur, qui s'éveille alors dans le vrai Yharnam alors que le soleil se lève. Dans le Rêve du chasseur, la poupée lui souhaite au revoir.
Choisir de refuser l'offre de Gehrman débloque la fin "Respect des volontés". Enragé, Gehrman commence un combat avec le joueur. Après avoir défait Gehrman, un être mystérieux nommé la Présence Lunaire arrive et prend le joueur dans ses bras, le liant au rêve. Peu après, la poupée est vue poussant le joueur, maintenant installé dans la chaise de Gehrman, vers l'atelier dans le Rêve du chasseur. La poupée annonce qu'une nouvelle chasse commence, signifiant que le joueur a pris la place de Gehrman en tant que guide pour les autres chasseurs.
Tout au long du jeu, le joueur peut trouver quatre tiers de cordon ombilical qui apparaissent quand un Grand Ancien essaye de se reproduire, le plus souvent en utilisant un humain comme porteur. Si le joueur en consomme trois morceaux avant de refuser l'offre de Gehrman, la fin "Le début de l'enfance" est débloquée. Après la défaite de Gehrman, la Présence Lunaire arrive pour lier le joueur au rêve, mais celui-ci résiste et doit la combattre dans une bataille finale. À la suite de sa victoire, le joueur est transformé en rejeton de Grand Ancien. Bien qu'il n'y ait pas plus d'explication sur ce qui s'est passé, la description du trophée indique que le chasseur conduira l'humanité vers sa nouvelle enfance.

### The Old Hunters
Durant son périple à travers Yharnam, le joueur se retrouve capturé par une apparition de l'un des Grands Anciens mais il est pardonné par l'Hôte du cauchemar qui décide de l'emmener dans un Yharnam alternatif appelé le Cauchemar du chasseur, peuplé aussi bien de bêtes que de chasseurs déments attaquant tout ce qui passe à leur portée. Le chasseur y rencontre Simon the Harrowed, qui lui révèle que ce lieu sert de prison aux chasseurs qui ont succombé à leur folie et à la contamination bestiale, et qu'il cache un dangereux secret. Simon assiste dès lors le joueur au fil de ses voyages. Le chasseur se rend tout d'abord à l'église du cauchemar, où il rencontre et tue Ludwig le Maudit, fondateur de l'atelier de l'Église du remède ainsi que Laurence le premier Vicaire, fondateur de l'Église.
Le joueur continue vers le hall de recherche, où Simon lui explique que pour trouver le secret du cauchemar, il doit atteindre la tour de l'horloge astrale et y vaincre Lady Maria, une des étudiantes de Gehrman. Le joueur affronte entre-temps les Expériences ratées, des humains ayant échoué leur transformation en Grand. Une fois celles-ci battues, il obtient la clé de la tour astrale lui permettant d'affronter Lady Maria. Après avoir remporté le combat, le secret est révélé : un hameau de pêcheur secret a été entraîné dans le cauchemar et ses habitants ont été transformés en monstres grotesques. Durant l'exploration du hameau, le joueur tombe sur un Simon mortellement blessé qui lui donne une clef et le supplie de mettre un terme au cauchemar. Après cela, le joueur est continuellement attaqué par le meurtrier de Simon, Brador l'assassin clérical. Le joueur peut utiliser la clef pour accéder au véritable corps de Brador qui lui donne la permission de le tuer. Le joueur découvre également que le hameau est l'origine du cauchemar, résultat d'une malédiction placée sur les chercheurs de Byrgenwerth et des chasseurs les accompagnant qui, dans leur quête de savoir, ont torturé et massacré les habitants du hameau à cause de leur lien avec les Grands Anciens.
En continuant dans le hameau, le joueur atteint finalement le cadavre d'une grosse créature, le Grand Ancien Kos. Un enfant de Grand Ancien et source du cauchemar, l'Orphelin de Kos, surgit du cadavre et attaque le joueur. La mort de l'orphelin met fin au cauchemar.

## Système de jeu
Dans la lignée de Demon's Souls et Dark Souls, Bloodborne est un jeu vidéo exigeant avec une difficulté élevée. Les combats sont cependant plus rythmés et plus rapides : la grande nouveauté est la santé que le joueur peut récupérer en petite partie s'il parvient à contre-attaquer rapidement après avoir été touché par un ennemi ; ce système est conçu pour récompenser la prise de risque.

## Développement
Le développement de Bloodborne a commencé peu après la finalisation de l'édition Prepare to Die de Dark Souls, sortie en août 2012. Sony Computer Entertainment a approché  FromSoftware pour le développement d'un titre en coopération, et le directeur Hidetaka Miyazaki a proposé de le développer pour une console de 8e génération. Le concept de Bloodborne a commencé ainsi, sans créer de liens avec les autres titres de FromSoftware, même si Miyazaki reconnait qu'il « contient l'ADN de Demon's Souls et son level design si spécifique. » Le développement se fait en parallèle à celui de Dark Souls II, Miyazaki confiant la direction de ce titre à Tomohiro Shibuya et Yui Tanimura.
Le décor gothique victorien est en partie inspiré de la nouvelle Dracula et le style architectural vient de bâtiments de Roumanie et de République Tchèque. La ville est aussi inspirée par la célèbre Gotham, ville présente dans les comics Batman. Miyazaki a également découvert l'œuvre de H. P. Lovecraft et les histoires d'horreur surréalistes du mythe de Cthulhu, dont il reprend des thèmes pour le jeu. Miyazaki voulait créer un jeu dans une époque similaire à celle des romans en essayant d'avoir un univers aussi détaillé que possible, ce qui ne lui semblait possible que sur une console de 8e génération. Le partenariat avec Sony a fini par faire du titre une exclusivité PlayStation 4 plutôt que multi-plate-formes. Les développeurs ont concédé un framerate à 30 images par seconde, dû aux choix de design.
L'univers du jeu est plus rempli de détails que dans les titres de la série des Souls, tout en ayant un mystère plus grand au cœur de l'intrigue. La narration se fait, comme pour les titres précédents dirigés par Miyazaki, non par des cinématiques mais par les descriptions des objets et les dialogues avec les PNJ, par les décors, laissant au joueur la tâche de reconstituer l'intrigue tout en lui laissant une part d'interprétation. L'équipe n'a pas voulu augmenter la difficulté  par rapport aux jeux précédents, ce qui l'aurait rendu à leurs yeux « presque injouable pour n'importe qui ». Pour l'équilibrer, le système de combat a été réorienté vers plus d'agressivité, d'action et de stratégie. Les pénalités pour la mort du personnage joueur ont également été reconsidérées par rapport aux jeux Souls pour que le jeu ne soit pas réduit à un titre pour hardcore gamers. Une des décisions les plus difficiles pour l'équipe fut l'introduction des armes à feu, qui convenait à l'univers du jeu mais ont été rendus moins précis que les modèles modernes.
La musique de Bloodborne a été composée par un groupe de musiciens asiatiques et occidentaux. La bande originale contient 80 minutes de musique originale signée par Tsukasa Saitoh, Yuka Kitamura, Nobuyoshi Suzuki, Ryan Amon, Cris Velasco et Michael Wandmacher, par un orchestre de 65 musiciens et un chœur à 32 voix,,,. L'écriture et l'enregistrement a pris deux ans et demi.
D'abord appelé Project Beast, le jeu fut annoncé lors de l'E3 2014 pendant la conférence de presse de Sony, le 9 juin 2014, où une bande annonce fut diffusée,. Au regard de certaines images tirées du jeu, plusieurs observateurs ont pensé que le jeu serait lié à Demon's Souls. Miyazaki déclarera plus tard que Bloodborne n'a jamais été considéré comme un Demon's Souls II, car Sony Computer Entertainment a dès le début voulu une nouvelle licence pour la PlayStation 4.
Il est commercialisé le 24 mars 2015 en Amérique du Nord, le 25 mars en Europe et en Australie et le 26 mars au Japon.
En 2022, plusieurs sites Internet spécialisés, révèlent que Bloodborne aurait dû être porté sur PC, mais que des difficultés techniques ont empêché une telle version de voir le jour.

## Accueil
Le jeu est encensé par la critique, avec des scores moyens de 92% sur GameRankings comme sur Metacritic,. Le jeu s'est vendu à plus d'un million d'exemplaires les 3 premières semaines de commercialisation.